# Astano

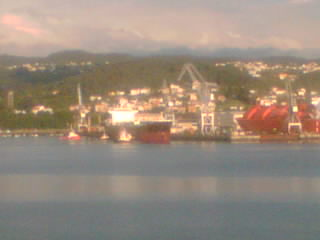
Instalaciones del antiguo Astano en Fene desde Caranza, en Ferrol.

Astilleros y Talleres del Noroeste (Astano) fue el nombre de un astillero situado en la ría de Ferrol, en el municipio de Fene (España).

## Historia
Su historia comienza en los años cuarenta del siglo XX en que fue fundada por José María González-Llanos y Caruncho, comienza su actividad con la construcción de pequeños pesqueros de madera. En 1944 pasa a ser Astano, S. A. ampliando sus instalaciones y comenzando la construcción de buques de mucho mayor calado, será a partir de este momento cuando esta empresa se convierta en la industria que vertebre y sobre la que gire la actividad de la comarca de Fene. En 1963 el número de trabajadores se dispara con el comienzo de la construcción de grandes cargueros y petroleros llegando a dar empleo directo a más de cinco mil trabajadores; se modernizan las instalaciones y se convierte en un referente mundial dentro de la construcción naval de petroleros de hasta trescientas mil toneladas. Será durante los años 80, con la llegada al gobierno de Felipe González y la puesta en marcha de la política de reconversión del sector naval, cuando comienza el declive industrial del astillero al limitarse su campo a la construcción de estructuras para la prospección y explotación petrolífera, campo en el que también destacó. 
Con el final del siglo XX viene también la desaparición de Astano; en 2004 nace Navantia, producto de la fusión de Astano y la antigua Bazán que hoy en día forman un astillero que reparte sus instalaciones entre las dos factorías, la de Fene y la de Ferrol que, bajo el nombre de NAVANTIA, y da empleo a más de tres mil personas.